# Моїм вірним австрійським народам!
«Народний маніфест» — неофіційна назва маніфесту, виданого імператором Карлом I 16 жовтня 1918 року як главою держави королівств і земель, представлених у Рейхсраті (з 1915 року — Австрійськими землями), щоб уникнути повного розпаду Старої Австрії в результаті Першої світової війни. Карл I намагався врятувати монархію, створивши федеративну державу. Маніфест, адресований «Моєму вірному австрійському народу», був офіційно складений Міністерством Гусарека, але неофіційно частково самим імператором, і опублікований 17 жовтня 1918 року у спеціальному виданні офіційної газети Wiener Zeitung. Проте, він не мав бажаного ефекту.

## Передумови

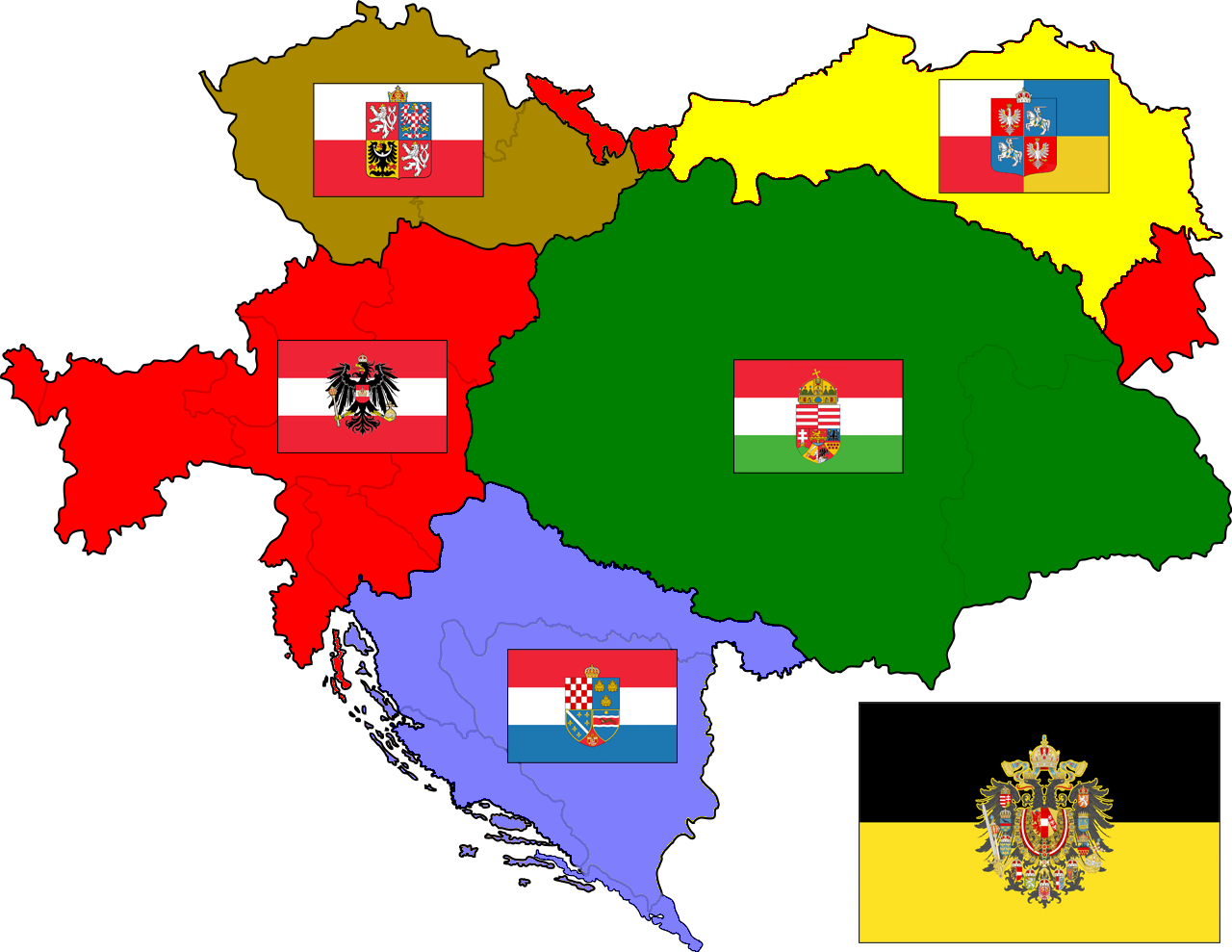
Як останню та відчайдушну спробу врятувати монархію Карл I Австрійський запропонував створити імперію Габсбургів, що складалася б з 5 королівств.

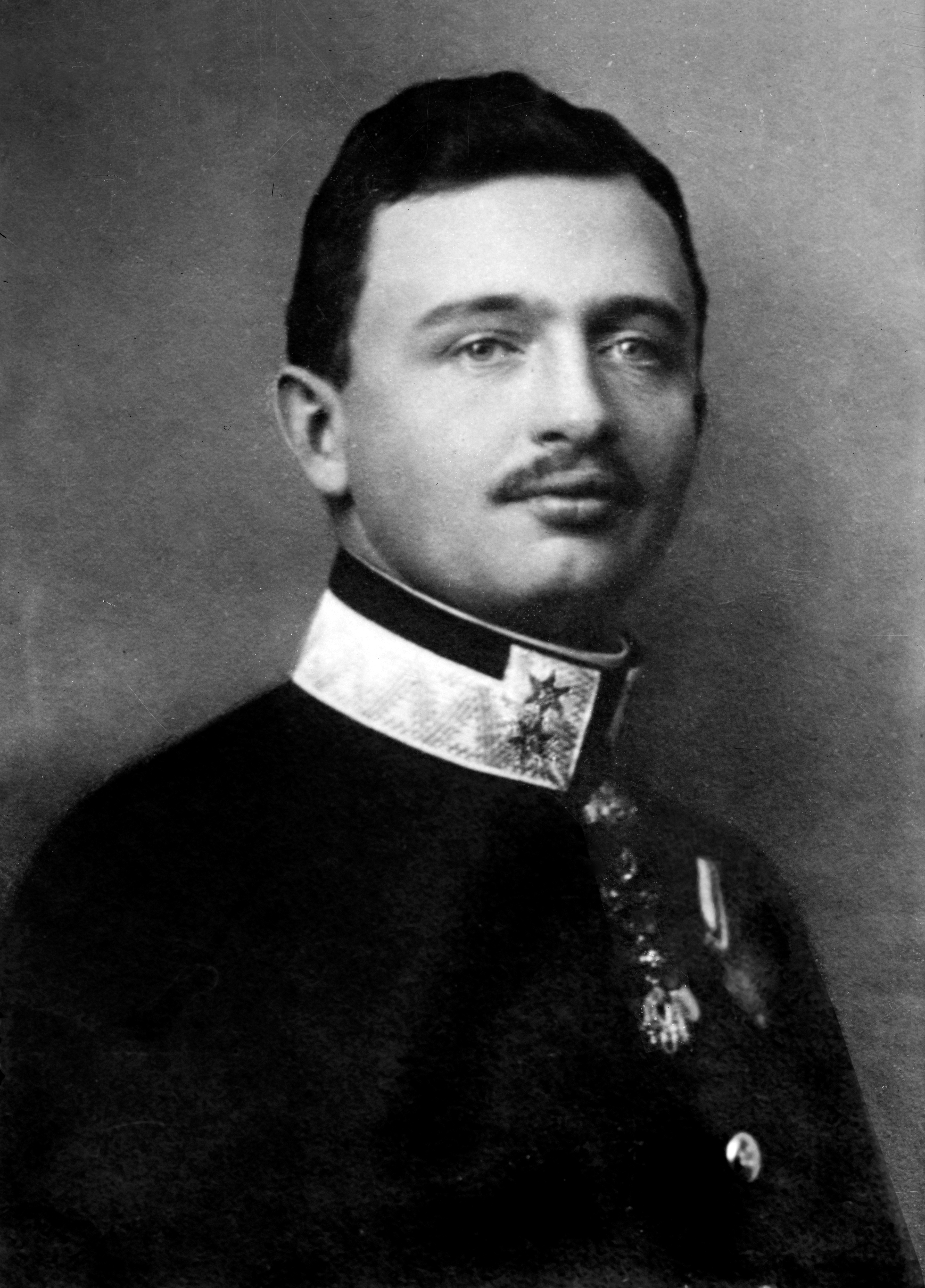
Імператор і король Карл I

За кілька днів до цього прем'єр-міністр Макс Гусарек фон Гейнлейн заявив, що не бажає йти у відставку, оскільки заплановане Міністерство націй, яке мало організувати впорядковану реструктуризацію Цислейтанії за допомогою кабінету, в якому були б представлені всі національності Старої Австрії, так і залишилося ілюзією. Чехи вимагали об'єднання зі Словаччиною. Однак, оскільки маніфест обмежувався Цислейтанією, а Словаччина, на відміну від Чехії, була частиною угорської половини імперії, такий проект навряд чи міг бути реалізований, оскільки чехи були категорично проти «розчленування» земель Богемської корони. Крім того, південні слов'яни з обох половин імперії вимагали державного об'єднання.
Навмисна невизначеність Гусарека щодо того, чи слід розділяти Богемію за етнічною ознакою, підживлювала запеклу оборонну боротьбу чехів проти «розшматування країни».
На Коронній раді 15 жовтня 1918 року Карл обґрунтував реформу необхідністю миру на мирних умовах чотирнадцяти пунктів американського президента. Він виступав за федералістську реорганізацію імперії на основі державної незалежності для окремих національних районів розселення, але угорський уряд не дозволив поширити дію маніфесту на свою половину імперії.
Як писала 18 жовтня 1918 року найвідоміша віденська газета за кордоном Neue Freie Presse, прем'єр-міністр Макс Гуссарек був повідомлений представниками постраждалих країн 17 жовтня 1918 року, що « народи не хочуть від нього цього подарунка, а сприймають як право те, що він хоче дати. (…) Остання промова прем'єр-міністра була майже незрозумілим падінням керма, і влада уряду тепер не має жодного відчутного впливу на розвиток подій. Згідно з маніфестом, Австрія тепер має бути організована як федерація вільних народів. Neue Freie Presse прокоментувала, що федеративну державу народів, які здебільшого терпіти не можуть один одного (…), буде нелегко заснувати».

## Прийняття
Оскільки маніфест закликав народи Цислейтанії формувати національні ради, зусилля, які раніше вважалися зрадницьким сепаратизмом, тепер були санкціоновані монархом.
«Народний маніфест» був сприйнятий як карт-бланш, своєрідний декрет про розпад, за яким народи Габсбурзької монархії могли відтепер йти власним шляхом. Зі свого боку, ворожі держави робили все можливе, щоб сприяти подальшій дезінтеграції.
19 жовтня 1918 року було створено Українську Національну Раду та Національну Раду Тешинського герцогства. Українці висували вимоги створення автономії за етнічною ознакою.
Цим скористалися політичні представники народів монархії, щоб протягом кількох днів відкрито домагатися незалежності. Всього через два дні Масарик проголосив незалежність чехословацької нації.
27 жовтня 1918 року невдалий уряд Гусарека подав у відставку; призначене імператором того ж дня Міністерство ліквідації (як його називали медіа ще до призначення) вже не мало жодного впливу на розпад попередньої держави. До кінця жовтня Австро-Угорщина як реальний союз двох держав та австрійська половина імперії стали історією.
29 жовтня 1918 року хорватський Сабор розірвав свої конституційні зв'язки з Австро-Угорщиною, передав верховну виконавчу владу Національній раді та проголосив недовговічну Державу словенців, хорватів та сербів. Національна рада взяла на себе верховне командування хорватськими військами та вивела їх з фронту.
31 жовтня Польська ліквідаційна комісія захопила владу в Кракові та західній Галичині. Того ж дня Угорщина проголосила свою незалежність.
1 листопада 1918 року українська Галичина відокремилася від монархії, а польські політики оголосили цю колишню коронну землю частиною нової Польської держави.
12 листопада австрійські німці проголосили власну державу — Німецько-Австрійську Республіку.